# 2022年のヴァンフォーレ甲府
2022年のヴァンフォーレ甲府は、ヴァンフォーレ甲府の2022年シーズン成績を詳述する。

## 結果

### J2リーグ

#### 節別成績表
勝利
      引分
      敗戦
      優勝
      2位
      3位
      21位
      22位
| 節     | 1  | 2  | 3  | 4  | 5  | 6  | 7  | 8  | 9  | 10 | 11 | 12 | 13 | 14 | 15 | 16 | 17 | 18 | 19 | 20 | 21 |
| ------ | -- | -- | -- | -- | -- | -- | -- | -- | -- | -- | -- | -- | -- | -- | -- | -- | -- | -- | -- | -- | -- |
| 開催地 | A  | H  | A  | H  | A  | H  | A  | H  | A  | A  | H  | H  | A  | H  | A  | H  | A  | H  | A  | A  | H  |
| 結果   | L  | D  | W  | D  | L  | L  | D  | L  | W  | W  | W  | W  | L  | W  | D  | D  | D  | D  | D  | L  | D  |
| 順位   | 20 | 19 | 11 | 12 | 17 | 19 | 20 | 20 | 19 | 14 | 10 | 7  | 10 | 7  | 7  | 7  | 8  | 8  | 9  | 12 | 13 |
| 節     | 22 | 23 | 24 | 25 | 26 | 27 | 29 | 30 | 31 | 28 | 32 | 33 | 34 | 35 | 36 | 37 | 38 | 39 | 40 | 41 | 42 |
| 開催地 | A  | A  | H  | A  | H  | H  | A  | H  | H  | A  | A  | H  | A  | H  | H  | A  | A  | H  | H  | A  | H  |
| 結果   | W  | L  | L  | L  | W  | D  | D  | W  | D  | D  | D  | D  | L  | L  | L  | L  | L  | L  | L  | W  | W  |
| 順位   | 10 | 13 | 15 | 16 | 15 | 14 | 15 | 14 | 13 | 12 | 14 | 13 | 13 | 14 | 15 | 16 | 17 | 18 | 18 | 18 | 18 |

#### 節別試合結果
| 第1節 2022年02月20日 | ファジアーノ岡山                                                       | 4-1     | ヴァンフォーレ甲府 | 岡山市 |  |
| 14:03                | 川本梨誉 36分 · 田中雄大 42分 · チアゴ・アウベス 52,56分 徳元悠平 25分 | Jリーグ | 松本凪生 35分      | 競技場: シティライトスタジアム 観客数: 6,554 人 主審: 先立圭吾 副審: 金井清一、道山悟至 第4の審判員: 石丸秀平 |  |

| 第2節 2022年02月27日 | ヴァンフォーレ甲府 | 1-1     | 大分トリニータ                | 甲府 |  |
| 13:03                | 長谷川元希 32分    | Jリーグ | ペレイラ 90+4分 渡邉新太 64分 | 競技場: JIT リサイクルインク スタジアム 観客数: 4,559 人 主審: 上田益也 副審: 竹田和雄、大矢充 第4の審判員: 酒井達矢 |  |

| 第3節 2022年03月05日 | V・ファーレン長崎         | 1-2     | ヴァンフォーレ甲府            | 諫早市 |  |
| 14:03                | 都倉賢 10分 江川湧清 24分 | Jリーグ | 長谷川元希 42分 · 飯島陸 68分 | 競技場: トランスコスモススタジアム長崎 観客数: 4,581 人 主審: 高山啓義 副審: 数原武志、山村将弘 第4の審判員: 高崎航地 |  |

| 第4節 2022年03月12日 | ヴァンフォーレ甲府            | 1-1     | モンテディオ山形                               | 甲府 |  |
| 14:03                | 宮崎純真 90+2分 須貝英大 22分 | Jリーグ | 藤本佳希 5分 國分伸太郎 14分 · 岡﨑建哉 90+2分 | 競技場: JIT リサイクルインク スタジアム 観客数: 4,413 人 主審: 田中玲匡 副審: 馬場規、金次雄之介 第4の審判員: 瀬田貴仁 |  |

| 第5節 2022年03月19日 | アルビレックス新潟                                                  | 2-0     | ヴァンフォーレ甲府                                                    | 新潟市 |  |
| 14:03                | 谷口海斗 26分 · 伊藤涼太郎 12分, 31分 本間至恩 85分 · 高宇洋 90+3分 | Jリーグ | 野沢陸 24分 · ウィリアン・リラ 62分 · 山本英臣 71分 · 長谷川元希 90分 | 競技場: デンカビッグスワンスタジアム 観客数: 7,983 人 主審: 窪田陽輔 副審: 清野裕介、竹長泰彦 第4の審判員: 蒲澤淳一 |  |

| 第6節 2022年03月26日 | ヴァンフォーレ甲府            | 1-2     | 横浜FC                                    | 甲府 |  |
| 14:03                | 長谷川元希 67分 関口正大 81分 | Jリーグ | 小川航基 20分 齋藤功佑 42分 安永玲央 80分 | 競技場: JIT リサイクルインク スタジアム 観客数: 4,001 人 主審: 先立圭吾 副審: 村井良輔、藤澤達也 第4の審判員: 佐藤貴之 |  |

| 第7節 2022年03月30日 | ブラウブリッツ秋田 | 0-0     | ヴァンフォーレ甲府                                    | 秋田市                                                                                                  |  |
| 18:33                |                    | Jリーグ | レナト・ヴィスキ 54分 · 山田陸 62分 · 長谷川元希 66分 | 競技場: ソユースタジアム 観客数: 1,308 人 主審: 榎本一慶 副審: 勝又弘樹、阿部将茂 第4の審判員: 辛島宗烈 |  |

| 第8節 2022年04月03日 | ヴァンフォーレ甲府                                          | 2-3     | ベガルタ仙台                     | 甲府 |  |
| 14:03                | 長谷川元希 19分 · 三平和司 83分 山田陸 26分 · 浦上仁騎 42分 | Jリーグ | 皆川佑介 11分 · 富樫敬真 48,62分 | 競技場: JIT リサイクルインク スタジアム 観客数: 3,032 人 主審: 吉田哲朗 副審: 竹田明弘、内山翔太 第4の審判員: 酒井達矢 |  |

| 第9節 2022年04月09日 | 大宮アルディージャ          | 1-3     | ヴァンフォーレ甲府                           | 大宮 |  |
| 14:03                | 新里亮 19分 三門雄大 90+2分 | Jリーグ | 長谷川元希 36分 · ブルーノ・パライバ 48,63分 | 競技場: NACK5スタジアム大宮 観客数: 4,838 人 主審: 田中玲匡 副審: 塚越由貴、中澤涼 第4の審判員: 鶴岡泰樹 |  |

| 第10節 2022年04月16日 | ツエーゲン金沢             | 2-3     | ヴァンフォーレ甲府                                    | 金沢 |  |
| 14:03                 | 林誠道 6分 · 豊田陽平 57分 | Jリーグ | ウィリアン・リラ 16分 · 須貝英大 22分 · 鳥海芳樹 30分 | 競技場: 石川県西部緑地公園陸上競技場 観客数: 2,403 人 主審: 長峯滉希 副審: 関谷宣貴、金井清一 第4の審判員: 矢野浩平 |  |

| 第11節 2022年04月23日 | ヴァンフォーレ甲府          | 1-0     | FC町田ゼルビア | 甲府 |  |
| 14:04                 | 須貝英大 67分 関口正大 73分 | Jリーグ |                | 競技場: JIT リサイクルインク スタジアム 観客数: 5,042 人 主審: 先立圭吾 副審: 馬場規、眞鍋久大 第4の審判員: 山際将史 |  |

| 第12節 2022年04月27日 | ヴァンフォーレ甲府                                  | 2-0     | 東京ヴェルディ              | 甲府 |  |
| 19:33                 | 山田陸 17分 · 三平和司 63分 ブルーノ・パライバ 90分 | Jリーグ | 加藤蓮 35分 · 馬場晴也 61分 | 競技場: JIT リサイクルインク スタジアム 観客数: 3,678 人 主審: 柿沼亨 副審: 勝又弘樹、穴井千雅 第4の審判員: 國吉真吾 |  |

| 第13節 2022年04月30日 | 水戸ホーリーホック            | 2-1     | ヴァンフォーレ甲府 | 水戸 |  |
| 16:03                 | 曽根田穣 24分 · 安藤瑞季 29分 | Jリーグ | 飯島陸 54分        | 競技場: ケーズデンキスタジアム水戸 観客数: 3,634 人 主審: 上村篤史 副審: 林可人、細尾基 第4の審判員: 大橋侑祐 |  |

| 第14節 2022年05月04日 | ヴァンフォーレ甲府 | 1-0     | ザスパクサツ群馬 | 甲府 |  |
| 14:04                 | 三平和司 83分      | Jリーグ |                  | 競技場: JIT リサイクルインク スタジアム 観客数: 7,503 人 主審: 吉田哲朗 副審: 藤澤達也、内山翔太 第4の審判員: 櫻井大輔 |  |

| 第15節 2022年05月08日 | 栃木SC | 0-0     | ヴァンフォーレ甲府 | 宇都宮 |  |
| 16:03                 |        | Jリーグ |                    | 競技場: カンセキスタジアムとちぎ 観客数: 7,304 人 主審: 上田益也 副審: 蒲澤淳一、道山悟至 第4の審判員: 宇田賢史 |  |

| 第16節 2022年05月14日 | ヴァンフォーレ甲府                               | 1-1     | レノファ山口                  | 甲府 |  |
| 14:03                 | ウィリアン・リラ 2分 山田陸 34分 · 宮崎純真 79分 | Jリーグ | 高木大輔 77分 橋本健人 90+4分 | 競技場: JIT リサイクルインク スタジアム 観客数: 4,563 人 主審: 田中玲匡 副審: 岩田浩義、金次雄之介 第4の審判員: 高寺恒如 |  |

| 第17節 2022年05月21日 | FC琉球        | 1-1     | ヴァンフォーレ甲府                           | 沖縄市 |  |
| 19:03                 | 上原慎也 77分 | Jリーグ | 松本凪生 90+1分 石川俊輝 3分 · 須貝英大 27分 | 競技場: タピック県総ひやごんスタジアム 観客数: 1,963 人 主審: 川俣秀 副審: 竹田明弘、篠藤巧 第4の審判員: 岡宏道 |  |

| 第18節 2022年05月25日 | ヴァンフォーレ甲府                                     | 1-1     | 徳島ヴォルティス                            | 甲府 |  |
| 19:33                 | ウィリアン・リラ 56分 野澤陸 35分 87分 · 関口正大 60分 | Jリーグ | 内田航平 36分 エウシーニョ 85分 · カカ 85分 | 競技場: JIT リサイクルインク スタジアム 観客数: 3,709 人 主審: 窪田陽輔 副審: 櫻井大輔、藤澤達也 第4の審判員: 國吉真吾 |  |

| 第19節 2022年05月28日 | ロアッソ熊本                      | 1-1     | ヴァンフォーレ甲府    | 熊本市 |  |
| 13:03                 | 竹本雄飛 54分, 61分 三島頌平 88分 | Jリーグ | ウィリアン・リラ 13分 | 競技場: えがお健康スタジアム 観客数: 2,190 人 主審: 柿沼亨 副審: 清野裕介、植田文平 第4の審判員: 西水流優一 |  |

| 第20節 2022年06月05日 | いわてグルージャ盛岡                      | 1-0     | ヴァンフォーレ甲府 | 盛岡 |  |
| 18:03                 | 石井圭太 24分 蓮川壮大 40分 · 弓削翼 83分 | Jリーグ |                    | 競技場: いわぎんスタジアム 観客数: 1,551 人 主審: 今村義朗 副審: 林可人、阿部将茂 第4の審判員: 辛島宗烈 |  |

| 第21節 2022年06月11日 | ヴァンフォーレ甲府         | 1-1     | ジェフユナイテッド千葉          | 甲府 |  |
| 18:03                 | 須貝英大 62分 鳥海芳樹 3分 | Jリーグ | ブワニカ啓太 22分 福満隆貴 84分 | 競技場: JIT リサイクルインク スタジアム 観客数: 4,205 人 主審: 榎本一慶 副審: 蒲澤淳一、山村将弘 第4の審判員: 塚田健太 |  |

| 第22節 2022年06月18日 | モンテディオ山形 | 0-1     | ヴァンフォーレ甲府 | 天童 |  |
| 19:03                 | 國分伸太郎 25分  | Jリーグ | 長谷川元希 50分    | 競技場: NDソフトスタジアム山形 観客数: 5,934 人 主審: 川俣秀 副審: 亀川哲弘、大矢充 第4の審判員: 宇治原拓也 |  |

| 第23節 2022年06月26日 | レノファ山口                                        | 2-1     | ヴァンフォーレ甲府                                             | 山口市 |  |
| 19:03                 | 池上丈二 61分, 78分 · 橋本健人 90+5分 高木大輔 70分 | Jリーグ | ウィリアン・リラ 75分 浦上仁騎 66分 · 宮崎純真 82分 · 吉田達磨 | 競技場: 維新みらいふスタジアム 観客数: 2,473 人 主審: 岡部拓人 副審: 西村幹也、若槻直輝 第4の審判員: 塩津祐介 |  |

| 第24節 2022年07月02日 | ヴァンフォーレ甲府 | 0-1     | V・ファーレン長崎 | 甲府 |  |
| 18:03                 |                    | Jリーグ | 加藤大 9分        | 競技場: JIT リサイクルインク スタジアム 観客数: 5,602 人 主審: 鶴岡将樹 副審: 村田裕介、細尾基 第4の審判員: 佐藤誠和 |  |

| 第25節 2022年07月06日 | ベガルタ仙台                                              | 3-0     | ヴァンフォーレ甲府 | 仙台 |  |
| 19:03                 | 中島元彦 25分 · 中山仁斗 38分 · 名倉巧 79分 内田裕斗 57分 | Jリーグ | 宮崎純真 53分      | 競技場: ユアテックスタジアム仙台 観客数: 5,488 人 主審: 柿沼亨 副審: 穴井千雅、緒方孝浩 第4の審判員: 國吉真吾 |  |

| 第26節 2022年07月10日 | ヴァンフォーレ甲府                                                  | 3-1     | ブラウブリッツ秋田      | 甲府 |  |
| 18:03                 | 長谷川元希 32分 · 野澤陸 56分 · 松本凪生 62分 ウィリアン・リラ 52分 | Jリーグ | 武颯 80分 井上直輝 89分 | 競技場: JIT リサイクルインク スタジアム 観客数: 4,583 人 主審: 高山啓義 副審: 竹田明弘、大矢充 第4の審判員: 酒井達矢 |  |

| 第27節 2022年07月16日 | ヴァンフォーレ甲府 | 1-1     | 水戸ホーリーホック          | 甲府 |  |
| 18:03                 | 宮崎純真 92分      | Jリーグ | 椿直起 54分 唐山翔自 90+1分 | 競技場: JIT リサイクルインク スタジアム 観客数: 3,551 人 主審: 宇田賢史 副審: 塚越由貴、山村将弘 第4の審判員: 國吉真吾 |  |

| 第29節 2022年07月30日 | ザスパクサツ群馬                            | 1-1     | ヴァンフォーレ甲府 | 前橋 |  |
| 19:03                 | 平松宗 15分 畑尾大翔 45+1分 · 天笠泰輝 64分 | Jリーグ | 三平和司 82分      | 競技場: 正田醤油スタジアム群馬 観客数: 4,042 人 主審: 窪田陽輔 副審: 藤井陽一、緒方孝浩 第4の審判員: 小出貴彦 |  |

| 第30節 2022年08月06日 | ヴァンフォーレ甲府                                                                                    | 5-2     | FC琉球                                              | 甲府 |  |
| 18:04                 | 長谷川元希 22分 · ウィリアン・リラ 28分 · 宮崎純真 36分 · 三平和司 68分 · 鳥海芳樹 88分 小林岩魚 59分 | Jリーグ | サダム・スレイ 42分 · 中野克哉 48分 武沢一翔 45+2分 | 競技場: JIT リサイクルインク スタジアム 観客数: 5,796 人 主審: 田中玲匡 副審: 勝又弘樹、中澤涼 第4の審判員: 秋澤昌治 |  |

| 第31節 2022年08月13日 | ヴァンフォーレ甲府              | 2-2     | ロアッソ熊本                        | 甲府 |  |
| 18:03                 | 須貝英大 45+1分 · 三平和司 77分 | Jリーグ | 高橋利樹 60分, 85分 · 竹本雄飛 67分 | 競技場: JIT リサイクルインク スタジアム 観客数: 4,020 人 主審: 上村篤史 副審: 竹田和雄、梅田智起 第4の審判員: 西山貴生 |  |

| 第28節 2022年08月17日 | ジェフユナイテッド千葉 | 0-0     | ヴァンフォーレ甲府 | 千葉市 |  |
| 19:03                 |                        | Jリーグ | 荒木翔 51分        | 競技場: フクダ電子アリーナ 観客数: 3,790 人 主審: 池内明彦 副審: 大川直也、竹長泰彦 第4の審判員: 長谷川雅 |  |

| 第32節 2022年08月21日 | 東京ヴェルディ | 0-0     | ヴァンフォーレ甲府 | 調布 |  |
| 18:03                 |                | Jリーグ |                    | 競技場: 味の素スタジアム 観客数: 5,939 人 主審: 大坪博和 副審: 唐紙学志、山村将弘 第4の審判員: 藤井陽一 |  |

| 第33節 2022年08月27日 | ヴァンフォーレ甲府                       | 2-2     | ツエーゲン金沢             | 甲府 |  |
| 18:03                 | 鳥海芳樹 7分 · 三平和司 67分 山田陸 56分 | Jリーグ | 松本大弥 5分 · 林誠道 81分 | 競技場: JIT リサイクルインク スタジアム 観客数: 5,343 人 主審: 清水修平 副審: 塚越由貴、塚田健太 第4の審判員: 赤阪修 |  |

| 第34節 2022年09月03日 | 徳島ヴォルティス                              | 2-0     | ヴァンフォーレ甲府 | 鳴門 |  |
| 19:04                 | 杉森考起 19分 · 西谷和希 40分 坪井清志郎 79分 | Jリーグ | 浦上仁騎 87分      | 競技場: 鳴門・大塚スポーツパークポカリスエットスタジアム 観客数: 4,211 人 主審: 吉田哲朗 副審: 佐藤貴之、関谷宣貴 第4の審判員: 池田一洋 |  |

| 第35節 2022年09月10日 | ヴァンフォーレ甲府 | 0-3     | 大宮アルディージャ                | 甲府 |  |
| 18:03                 |                    | Jリーグ | 富山貴光 5,25分 · 袴田裕太郎 85分 | 競技場: JIT リサイクルインク スタジアム 観客数: 6,238 人 主審: 佐藤誠和 副審: 清野裕介、篠藤巧 第4の審判員: 小出貴彦 |  |

| 第36節 2022年09月14日 | ヴァンフォーレ甲府                                                | 1-2     | アルビレックス新潟            | 甲府 |  |
| 19:33                 | ウィリアン・リラ 81分 エドゥアルド・マンシャ 23分 · 関口正大 78分 | Jリーグ | 小見洋太 18分 · 三戸舜介 64分 | 競技場: JIT リサイクルインク スタジアム 観客数: 4,769 人 主審: 柿沼亨 副審: 勝又弘樹、藤澤達也 第4の審判員: 國吉真吾 |  |

| 第37節 2022年09月18日 | 横浜FC                      | 1-0     | ヴァンフォーレ甲府          | 横浜市                                                                                                  |  |
| 18:03                 | 小川航基 85分 ハイネル 44分 | Jリーグ | 荒木翔 66分 · イゴール 89分 | 競技場: ニッパツ三ツ沢球技場 観客数: 5,422 人 主審: 川俣秀 副審: 林可人、金井清一 第4の審判員: 櫻井大輔 |  |

| 第38節 2022年09月24日 | 大分トリニータ                | 2-1     | ヴァンフォーレ甲府                                | 大分市 |  |
| 19:03                 | ペレイラ 23分 · 長沢駿 90+5分 | Jリーグ | ウィリアン・リラ 64分 エドゥアルド・マンシャ 21分 | 競技場: 昭和電工ドーム大分 観客数: 10,726 人 主審: 田中玲匡 副審: 木川田博信、長谷川雅 第4の審判員: 村田裕介 |  |

| 第39節 2022年10月01日 | ヴァンフォーレ甲府                          | 0-1     | 栃木SC                    | 甲府 |  |
| 14:04                 | 石川俊輝 77分 · エドゥアルド・マンシャ 85分 | Jリーグ | 根本凌 79分 吉田朋恭 75分 | 競技場: JIT リサイクルインク スタジアム 観客数: 4,308 人 主審: 清水修平 副審: 数原武志、鶴岡泰樹 第4の審判員: 塚田智宏 |  |

| 第40節 2022年10月09日 | ヴァンフォーレ甲府 | 0-1     | ファジアーノ岡山                                                  | 甲府 |  |
| 13:08                 | 須貝英大 73分      | Jリーグ | 永井龍 43分 · ハン・イグォン 80分, 90+4分 ステファン・ムーク 10分 | 競技場: JIT リサイクルインク スタジアム 観客数: 5,516 人 主審: 高山啓義 副審: 塚越由貴、坊薗真琴 第4の審判員: 宇田賢史 |  |

| 第41節 2022年10月19日 | FC町田ゼルビア            | 1-2     | ヴァンフォーレ甲府                      | 町田 |  |
| 19:04                 | 鄭大世 85分 ドゥドゥ 15分 | Jリーグ | イゴール 42分 · ウィリアン・リラ 90+5分 | 競技場: 町田GIONスタジアム 観客数: 3,127 人 主審: 窪田陽輔 副審: 篠藤巧、内山翔太 第4の審判員: 阿部将茂 |  |

| 第42節 2022年10月23日 | ヴァンフォーレ甲府          | 2-0     | いわてグルージャ盛岡 | 甲府 |  |
| 14:04                 | 鳥海芳樹 58分 · 荒木翔 66分 | Jリーグ | 秋田豊 21分          | 競技場: JIT リサイクルインク スタジアム 観客数: 9,095 人 主審: 柿沼亨 副審: 清野裕介、眞鍋久大 第4の審判員: 竹長泰彦 |  |

### 天皇杯

#### 試合結果
| 2回戦 2022年06月01日 | ヴァンフォーレ甲府                             | 5-1 | 環太平洋大学 | 甲府 |  |
| 18:00                | 内藤大和 8,70分 · 飯島陸 58分 · 中山陸 80,90分 | JFA | 毛利隼 30分  | 競技場: JIT リサイクルインク スタジアム 観客数: 1,250 人 主審: 大橋侑祐 副審: 勝又弘樹、塚原健 第4の審判員: 矢崎伸明 |  |

| 3回戦 2022年06月22日 | 北海道コンサドーレ札幌                    | 1-2 | ヴァンフォーレ甲府                               | 甲府 |  |
| 18:03                | 11分 (o.g.) 中村桐耶 18分 · 深井一希 55分 | JFA | 三平和司 31,39分 荒木翔 84分 · 長谷川元希 90+2分 | 競技場: JIT リサイクルインク スタジアム 観客数: 1,622 人 主審: 小屋幸栄 副審: 唐紙学志、藤澤達也 第4の審判員: 篠藤巧 |  |

| ラウンド16 2022年07月13日 | サガン鳥栖    | 1-3 | ヴァンフォーレ甲府                         | 甲府 |  |
| 18:03                     | 宮代大聖 75分 | JFA | ブルーノ・パライバ 33,37分 · 松本凪生 76分 | 競技場: JIT リサイクルインク スタジアム 観客数: 1,820 人 主審: 福島孝一郎 副審: 八木あかね、日比野真 第4の審判員: 阿部将茂 |  |

| 準々決勝 2022年09月07日 | アビスパ福岡                                                                      | 1-2 (延長) | ヴァンフォーレ甲府                                         | 福岡市 |  |
| 19:03                   | 森山公弥 75分 ジョン・マリ 33分 · ルキアン 83分 · 北島祐二 118分 · 湯澤聖人 120分 | JFA        | 三平和司 16分 · 鳥海芳樹 97分 山田陸 89分 · 松本凪生 114分 | 競技場: ベスト電器スタジアム 観客数: 1,948 人 主審: 荒木友輔 副審: 八木あかね、坂本晋悟 第4の審判員: 先立圭吾 |  |

| 準決勝 2022年10月05日 | ヴァンフォーレ甲府        | 1-0 | 鹿島アントラーズ | 鹿嶋 |  |
| 17:33                 | 宮崎純真 37分 荒木翔 49分 | JFA |                  | 競技場: 茨城県立カシマサッカースタジアム 観客数: 8,965 人 主審: 福島孝一郎 副審: 山内宏志、熊谷幸剛 第4の審判員: 井上知大 |  |

| 決勝 2022年10月16日                                      | ヴァンフォーレ甲府                                  | 1-1 (延長) (5-4 PK戦)                                                  | サンフレッチェ広島        | 横浜市                                                                                                 |  |
| 14:03                                                    | 三平和司 26分 吉田達磨 120+1分 · 岩崎ブルノ 120+1分 | JFA                                                                    | 川村拓夢 84分 森島司 33分 | 競技場: 日産スタジアム 観客数: 37,998 人 主審: 佐藤隆治 副審: 三原純、五十嵐泰之 第4の審判員: 今村義朗 |  |
|                                                          |                                                     | PK戦                                                                   |                           | |  |
| ウィリアン・リラ ジェトゥリオ 松本凪生 石川俊輝 山本英臣 |                                                     | ピエロス・ソティリウ 松本泰志 ナッシム・ベン・カリファ 川村拓夢 満田誠 |                           | |  |